# Malietoa Tanumafili II
Malietoa Tanumafili II, född 4 januari 1913, död 11 maj 2007 i Apia, var Samoas kung och landets statsöverhuvud (delad post tillsammans med Tupua Tamasese Mea'ole (2) från självständigheten 1962 till sin död.
Han blev redan 1939 Malietoa, en samoansk titel som betyder ungefär högste hövding. Det fanns flera samoanska hövdingar med den titeln, men i och med landets självständighet 1962 blev Malietoa Tanumafili nationens monark. Statsöverhuvudets officiella titel är O le Ao o le Malo. I enlighet med Samoas författning, övergick landet efter Tanumafilis död till att bli republik och O le Ao o le Malo blev en ceremoniell, tidsbegränsad presidenttitel. 
Vid tiden för sin död var han världens äldsta statsöverhuvud. De enda av världens statsöverhuvuden, tillika monarker, som innehaft sina ämbeten längre var kung Bhumibol Adulyadej av Thailand och drottning Elizabeth II av Storbritannien.
Tanumafili tillhörde Bahá'í-tron.